# المضرب (الشعر)

تعديل مصدري - تعديل

المضرب محلة تابعة لقرية رحة، التابعة لعزلة الا ملؤك بمديرية الشعر إحدى مديريات محافظة إب في الجمهورية اليمنية، بلغ تعداد سكانها 74 حسب تعداد اليمن لعام 2004.